# Уир, Питер
Пи́тер Уир (англ. Peter Weir, род. 21 августа 1944) — австралийский кинорежиссёр, сценарист, продюсер. Сыграл ведущую роль в австралийской новой волне (1970—1990). Лауреат почётной премии «Оскар», а также шестикратный номинант, трёхкратный лауреат премии BAFTA. Наиболее известен благодаря режиссуре таких фильмов, как «Шоу Трумана», «Общество мёртвых поэтов» и «Хозяин морей: На краю земли»

## Биография
В начале карьеры снимал документальные фильмы для Commonwealth Film Unit. В 1971 году поставил короткометражную комедию Homesdale. Его первым полнометражным фильмом стала малобюджетная фантастическая лента «Автомобили, которые съели Париж» (1974), перемонтированная до неузнаваемости без участия автора и впоследствии отвергнутая им как «нечто ужасное».
Всемирное признание Уиру принесли мистические ленты «Пикник у Висячей скалы» (1975) и «Последняя волна» (1977), после которых внимание киномира едва ли не впервые оказалось прикованным к «зелёному материку». Жанр этих двух фильмов с трудом поддаётся определению. За неимением лучшего термина их нередко записывают в фильмы ужасов, хотя суть вовсе не в кошмарах, а в «незнакомых ландшафтах, необъяснимых событиях, грёзах, сновидениях и мифах, из которых рождается чувство беспокойного ожидания». Про молодого режиссёра говорили, что, подобно фильмам Вернера Херцога, его работы «тяготеют к чему-то мистическому, запредельному, непознаваемому», либо «обращаются к тем героям, которые находятся на грани реального и возможного».
Иносказательная телепритча «Водопроводчик» (1979) обозначила перелом в творчестве Уира. В своих интервью тех лет он говорит о том, что довольно долго исследовал сновидения и грёзы; отныне кино станет для него ремеслом, а не искусством. Уир называет своей целью пробуждение у зрителя чувства изумления, ощущения, что на его глазах творится чудо. Вместо упоения стилем и формой режиссёр ставит во главу угла идею, которой должно быть подчинено исполнение. В этом отношении его кумирами становятся мастера сороковых годов с их «невидимой» режиссёрской манерой. На смену смелым экспериментам со звуковым сопровождением приходит использование достаточно традиционной музыки ветерана Мориса Жарра.
Австралийский период в творчестве Уира завершают исторические ленты с участием Мела Гибсона — «Галлиполи» (1981) и «Год опасной жизни» (1982). Каждая из них становилась самым масштабным проектом в истории австралийской киноиндустрии. Ощущая ограниченность возможностей для продолжения карьеры в Австралии, с начала 1980-х режиссёр всё чаще работает в США. Многие фильмы Уира, снятые в Голливуде, — и в особенности «Свидетель» (1985) и «Шоу Трумана» (1998) — получили высокую оценку критиков и удостоились престижных кинонаград, однако общепризнанным шедевром его остаётся «Пикник у Висячей скалы».
В 1990 году удостоен Премии им. Реймонда Лонгфорда.

## Основные темы
Уировское мировоззрение сформировалось в шестидесятые и носит отпечаток того времени, со свойственным ему упором на личностном противодействии властям и истеблишменту. Основной темой фильмов Питера Уира часто называют «конфликт между отдельным индивидом и обществом». Сам режиссёр менее категоричен:

Я знаю только про одну неотвязную тему. Меня завораживают люди в изолированных условиях. Само собой разумеющееся… долгие путешествия на кораблях, и комнаты ожидания, и лифты… безотказно захватывают меня, потому что тут люди открывают… всё то о чём не говорят вслух. Даже не столько во взаимоотношениях, сколько в подсознании. Мне по душе ситуации, в которых я могу быстро выявить всё это.— Питер Уир 
Майкл Блисс отмечает, что в основе многих фильмов Уира лежат ситуации, в которых личность главного героя испытывает острый кризис самосознания. Новое знание о себе и о мире приходит к его героям не рациональным путём, а экстрасенсорно, посредством интуиции. Любимый фильм Уира — «Волшебник страны Оз», и, подобно его персонажам, герои Уира неожиданно обнаруживают себя в совершенно неведомом им мире, уходящем далеко за их прежний мыслительный горизонт.
Эти новые миры могут поначалу представать в заманчивом свете, но за блестящей оболочкой нередко таится тлен. Таковы скала в «Пикнике» и сиднейская канализация в «Последней волне». «Душевные сдвиги» главных героев уировских фильмов помогают и зрителям на какое-то время оторваться от инерции традиционного мышления, испытав ощущение «чуда», гносеологической дезориентации, вызвать которое и стремится режиссёр своими фильмами.
Фильмам Уира чужды однозначные определения реальности. Один из исследователей творчества Уира приводит в связи с этим понимание драматического искусства (комедии), сформулированное Нортропом Фраем:

Движение от пистиса [веры] к гнозису [знанию], от общества под властью старожилов, привычки, обряда, взаимных обязательств и условного права к обществу юности и прагматической свободы — это, в сущности, движение от иллюзии к реальности.— Нортроп Фрай 

## Полнометражные кинофильмы
- 1974 — «Автомобили, которые съели Париж» / The Cars That Ate Paris
- 1975 — «Пикник у Висячей скалы» / Picnic at Hanging Rock
- 1977 — «Последняя волна» / The Last Wave
- 1979 — «Водопроводчик» / The Plumber
- 1981 — «Галлиполи» / Gallipoli
- 1982 — «Год опасной жизни» / The Year of Living Dangerously
- 1985 — «Свидетель» / Witness
- 1986 — «Берег москитов» / The Mosquito Coast
- 1989 — «Общество мёртвых поэтов» / Dead Poets Society
- 1990 — «Вид на жительство» / Green Card
- 1993 — «Бесстрашный» / Fearless
- 1998 — «Шоу Трумана» / The Truman Show
- 2003 — «Хозяин морей: на краю земли» / Master and Commander: The Far Side of the World
- 2010 — «Путь домой» / The Way Back

## Награды и номинации
| Награда                        | Год  | Категория                    | Фильм/Телесериал            | Результат |
| ------------------------------ | ---- | ---------------------------- | --------------------------- | --------- |
| «Оскар»                        | 1986 | Лучший режиссёр              | Свидетель                   | Номинация |
| «Оскар»                        | 1990 | Лучший режиссёр              | Общество мёртвых поэтов     | Номинация |
| «Оскар»                        | 1991 | Лучший оригинальный сценарий | Вид на жительство           | Номинация |
| «Оскар»                        | 1999 | Лучший режиссёр              | Шоу Трумана                 | Номинация |
| «Оскар»                        | 2004 | Лучший фильм                 | Хозяин морей: на краю земли | Номинация |
| «Оскар»                        | 2004 | Лучший режиссёр              | Хозяин морей: на краю земли | Номинация |
| «Оскар»                        | 2023 | Почётный «Оскар»             | —                           | Победа    |
| «Золотой глобус»               | 1986 | Лучший режиссёр              | Свидетель                   | Номинация |
| «Золотой глобус»               | 1990 | Лучший режиссёр              | Общество мёртвых поэтов     | Номинация |
| «Золотой глобус»               | 1999 | Лучший режиссёр              | Шоу Трумана                 | Номинация |
| «Золотой глобус»               | 2004 | Лучший режиссёр              | Хозяин морей: на краю земли | Номинация |
| BAFTA                          | 1986 | Лучший фильм                 | Свидетель                   | Номинация |
| BAFTA                          | 1990 | Лучший фильм                 | Общество мёртвых поэтов     | Победа    |
| BAFTA                          | 1990 | Лучший режиссёр              | Общество мёртвых поэтов     | Номинация |
| BAFTA                          | 1992 | Лучший оригинальный сценарий | Вид на жительство           | Номинация |
| BAFTA                          | 1999 | Лучший режиссёр              | Шоу Трумана                 | Победа    |
| BAFTA                          | 2004 | Лучший фильм                 | Хозяин морей: на краю земли | Номинация |
| BAFTA                          | 2004 | Лучший режиссёр              | Хозяин морей: на краю земли | Победа    |
| «Сатурн»                       | 1980 | Лучший режиссёр              | Последняя волна             | Номинация |
| «Сатурн»                       | 1999 | Лучший режиссёр              | Шоу Трумана                 | Номинация |
| Премия Гильдии режиссёров США  | 1986 | Лучший режиссёр              | Свидетель                   | Номинация |
| Премия Гильдии режиссёров США  | 1990 | Лучший режиссёр              | Общество мёртвых поэтов     | Номинация |
| Премия Гильдии режиссёров США  | 1999 | Лучший режиссёр              | Шоу Трумана                 | Номинация |
| Премия Гильдии режиссёров США  | 2004 | Лучший режиссёр              | Хозяин морей: на краю земли | Номинация |
| Премия Гильдии сценаристов США | 1984 | Лучшая адаптированная драма  | Год опасной жизни           | Номинация |
| Премия Гильдии сценаристов США | 1991 | Лучший оригинальный сценарий | Вид на жительство           | Номинация |